# Banksia canei
Banksia canei is een soort van struik, uit de familie Proteaceae, die voorkomt in subalpiene gebieden van de Groot Australisch Scheidingsgebergte tussen Melbourne en Canberra in het zuidoosten van Australië. Banksia Canei wordt over het algemeen aangetroffen als een veel-vertakte struik die opgroeit tot 3 m hoog, met smalle bladeren en de gele bloeiwijzen (bloemaren) verschijnen van de late zomer tot de vroege winter.
... · 
B. aemula · 
B. attenuata · 
B. baxteri · 
B. brownii · 
B. canei · 
B. ericifolia · 
B. integrifolia · 
B. marginata · 
B. prionotes · 
B. serrata · 
B. sphaerocarpa · 
B. verticillata · 
...